# الت یورگل
الت یورگل (به اسپانیایی: Alt Urgell) یک منطقهٔ مسکونی در اسپانیا است که در کاتالونیا واقع شده‌است.

## خصوصیات
الت یورگل ۱٬۴۴۶٫۹ کیلومترمربع مساحت و ۱۹٬۱۰۵ نفر جمعیت دارد.